# Vasilij Grossman

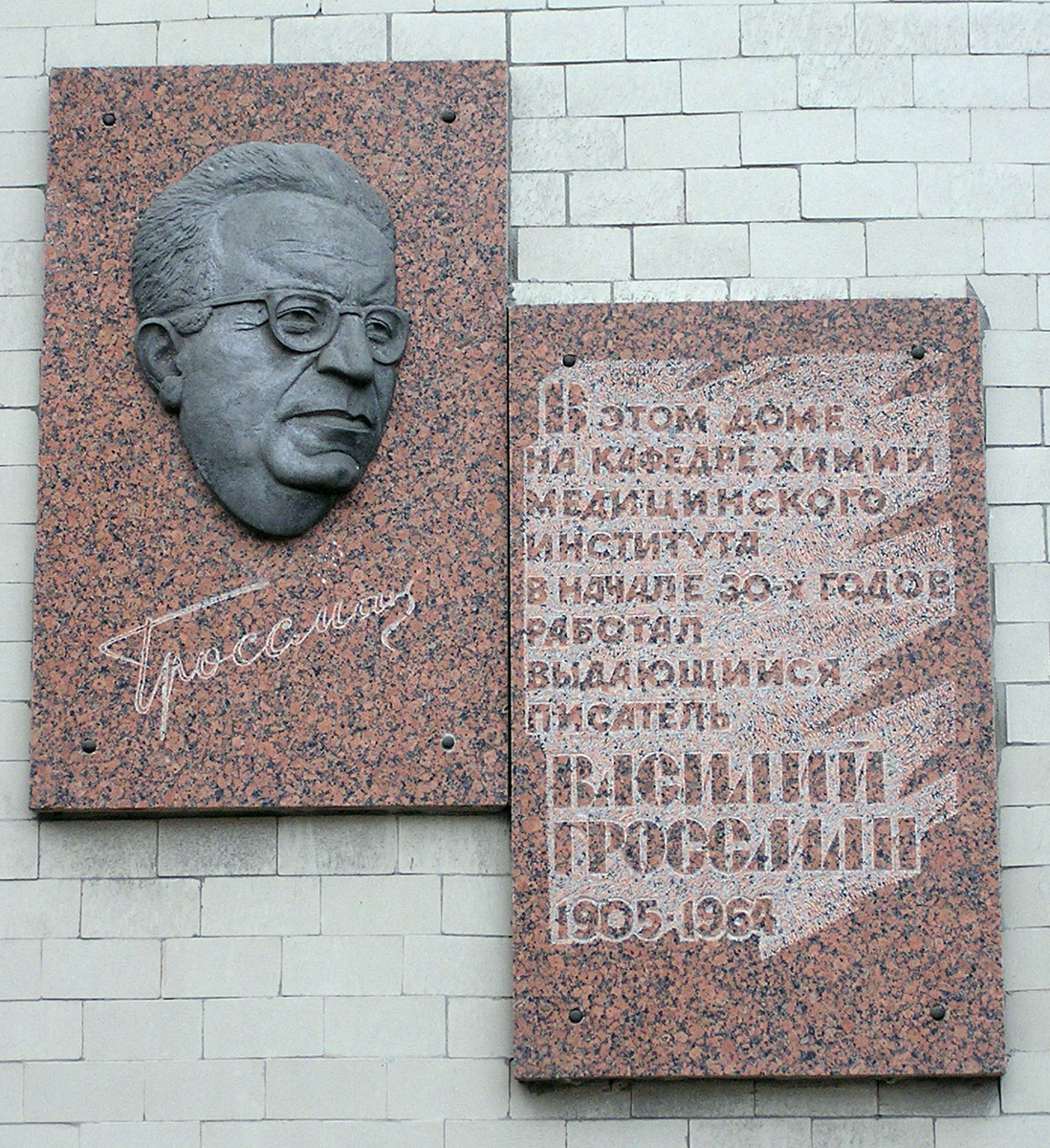
Minnestavla över Vasilij Grossman i Donetsk, Ukraina, där han arbetade tidigt på 1930-talet

Vasilij Semjonovitj Grossman (ryska: Василий Семёнович Гроссман) (hans egentliga namn: Iosif Solomonovitj Grossman), född 12 december 1905 i Berdytjiv i Guvernementet Kiev i Kejsardömet Ryssland (nu Zjytomyr oblast i Ukraina), död 14 september 1964 i Moskva, var en sovjetisk författare.

## Biografi
Grossman studerade till kemiingenjör i Moskva. Hans litterära debut var romanen Gljukauf 1934. Under andra världskriget var han reporter för Krasnaja Zvezda (Röda arméns tidning). Han betraktade sig som marxist men var aldrig medlem i kommunistpartiet. I tidningen skrev han positivt om Röda arméns hjältemodiga kamp, men förde samtidigt privata anteckningar om sina upplevelser. Dessa anteckningar bildade underlag för hans livsverk, Liv och öde, som jämförts med Leo Tolstojs Krig och fred.
Under kriget hade Grossmans tro på den sovjetiska staten skakats i grunden; han såg parallellerna mellan Sovjetunionen och Nazityskland i totalitarismens fasor, kadaverdisciplin, antisemitism, massmord och uppbyggnad av ett lägersystem. Jangfeldt skriver att folkmordet på miljoner bönder under kollektiviseringen, den fysiska utrotningen av hela befolkningsskikt, likvideringen av intellektuella, utrensningen inom partiapparaten, omflyttningen av hela folkslag - ”alla dessa händelser var en logisk följd av oktoberrevolutionen” skriver Grossman. 
Hans kritik växte genom Stalins allt militantare antisemitism åren före dennes död 1953. Han blev medveten om sin judiskhet först genom Hitler och Stalin; han stod på deporteringslistorna när Stalin dog 1953. Det visade sig bland annat omöjligt att ge ut den av Grossman och Ilja Ehrenburg redigerade Den svarta boken, vilken dokumenterade nazisternas massmord på judar som sammanställts på uppdrag av Judiska antifascistiska kommittén; boken utkom 1980 i Israel.
Grossmans försök att få Liv och öde publicerad mötte dock omedelbart på starkt motstånd. När Grossman mottogs av partiets chefsideolog Michail Suslov meddelade denne att Grossman inte kunde räkna med att få verket publicerat de närmaste 200-300 åren; varefter säkerhetstjänsten KGB 1961 beslagtog  manuskriptet och allt material tillhörande boken. Grossman hade emellertid gömt två kopior, varav en smugglades utomlands och publicerades på ryska i Schweiz 1980. Tre år senare utgavs den i fransk översättning, och blev omedelbart internationellt uppmärksammad.